# Condado de Piaseczno
Condado de Piaseczno (polaco: powiat piaseczyński) é um powiat (condado) da Polónia, na voivodia de Mazóvia. A sede do condado é a cidade de Piaseczno. Estende-se por uma área de 621,04 km², com 141 919 habitantes, segundo os censos de 2005, com uma densidade 228,52 hab/km².

## Divisões admistrativas
O condado possui:
Cidades: Góra Kalwaria, Konstancin-Jeziorna, Piaseczno e Tarczyn

## Demografia
População (dados de 30 de Junho de 2005):
|          | Total   | Total | Mulheres | Mulheres | Homens  | Homens |
| -------- | ------- | ----- | -------- | -------- | ------- | ------ |
|          | pessoas | %     | pessoas  | %        | pessoas | %      |
| Total    | 141 919 | 100   | 73 597   | 51,9     | 68 322  | 48,1   |
| Cidades  | 67 905  | 100   | 35 783   | 52,7     | 32 122  | 47,3   |
| Povoados | 74 014  | 100   | 37 814   | 51,1     | 36 200  | 48,9   |